# Ochthebius bicolon
Ochthebius bicolon är en skalbaggsart som beskrevs av Ernst Friedrich Germar 1824. Ochthebius bicolon ingår i släktet Ochthebius och familjen vattenbrynsbaggar. Arten är reproducerande i Sverige. Inga underarter finns listade i Catalogue of Life.